# Valentin Gavrilov
Valentin Aleksandrovitj Gavrilov (ryska: Валентин Александровин Гавриов), född 26 juli 1946 i Moskva, död 23 december, 2003, var en före detta sovjetisk friidrottare.
Gavrilov blev olympisk bronsmedaljör i höjdhopp vid sommarspelen 1968 i Mexico City.